# Calytrix habrantha
Calytrix habrantha är en myrtenväxtart som beskrevs av Lyndley Alan Craven. Calytrix habrantha ingår i släktet Calytrix och familjen myrtenväxter. Inga underarter finns listade i Catalogue of Life.